# Высокое (Северо-Казахстанская область)
Высокое (каз. Высокое) — село в Айыртауском районе Северо-Казахстанской области Казахстана. Входит в состав Каратальского сельского округа. Код КАТО — 593246300.

## Население
В 1999 году население села составляло 221 человек (113 мужчин и 108 женщин). По данным переписи 2009 года, в селе проживало 145 человек (74 мужчины и 71 женщина).